# Somogysimonyi
Somogysimonyi é um município da Hungria, situado no condado de Somogy. Tem 15,82 km² de área e sua população em 2019 foi estimada em 88 habitantes.